# Contacto de Macasar con Australia

Mapa de los lugares mencionados en este artículo:
- Punto rojo más grande: Macasar
- Otros puntos rojos (de izquierda a derecha): Isla de Roti, Timor y Aru
- Tres puntos amarillos: Kimberley
- Punto amarillo único: Tierra de Arnhem

El contacto de Macasar con Australia, se produjo cuando el pueblo de Macasar de la región de Célebes Meridional (actual Indonesia) comenzó a visitar la costa del norte de Australia a mediados del siglo XVIII, primero en la región de Kimberley, y algunas décadas más tarde en la Tierra de Arnhem.
Eran hombres que recolectaban y procesaban el trepang (también conocido como pepino de mar), un pepino de mar invertebrado marino apreciado por su valor culinario en general y por sus propiedades medicinales en los mercados chinos. El término Makassan (o Macasan) se utiliza generalmente para referirse a todos los trepanadores que llegaron a Australia. Algunos procedían de otras islas del archipiélago indonesio, como Timor, Roti y  Aru.

## La pesca y el procesamiento del trepang

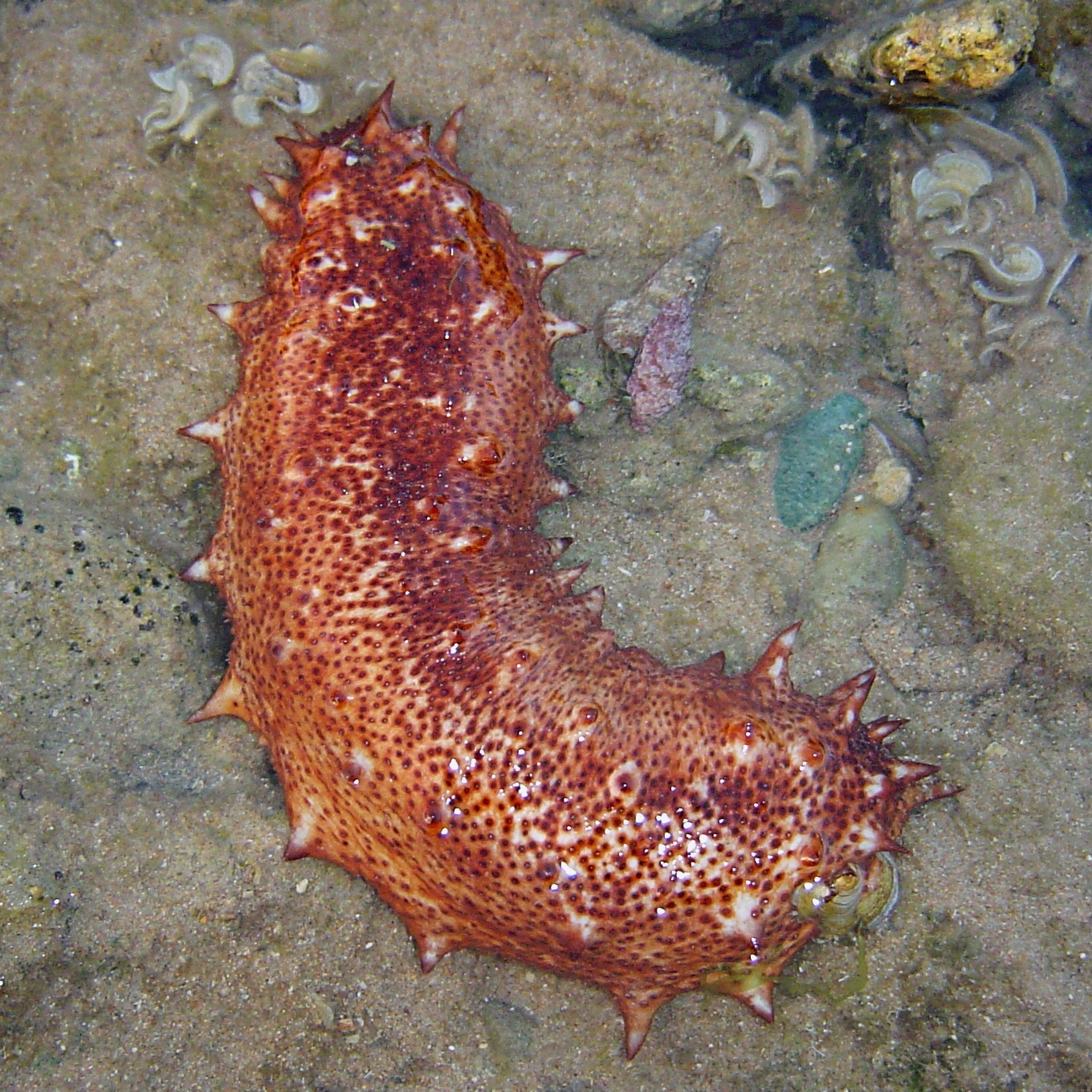
Un pepino de mar. Un ejemplar del mar Mediterráneo.

El producto alimenticio se conocen comúnmente en inglés como sea cucumber, bêche-de-mer en francés, gamat en malayo, pepino de mar en español, mientras que el macasar tiene 12 términos que cubren 16 especies diferentes. Uno de los términos macasar, taripaŋ, entró en las lenguas aborígenes de la península de Cobourg, como tharriba en marrgu, como jarripang en mawng o de otra manera como darriba.
Los pepinos de mar viven en el fondo del mar y están expuestos en la marea baja. La pesca se hacía tradicionalmente a mano, con arpón, buceo o dragado. La captura se colocaba en agua hirviendo antes de ser secada y ahumada, para preservar el trepang para el viaje de regreso a Macasar y otros mercados del sudeste asiático. El trepang sigue siendo valorado por las comunidades chinas por su textura gelatinosa, sus propiedades potenciadoras del sabor y como estimulante y afrodisíaco. Matthew Flinders hizo un registro contemporáneo de cómo se procesaba el trepang/pepino de mar cuando conoció a Pobasso, un jefe de una flota de Macasar en febrero de 1803.

## Viaje a Marege' y Kayu Jawa
Las flotas pesqueras comenzaron a visitar las costas septentrionales de Australia desde Macasar, en el sur de Sulawesi (Indonesia), desde al menos el año 1720 y posiblemente antes. El estudio clásico de Campbell Macknight sobre la industria del trepang en Macasar acepta que el inicio de la industria se produjo alrededor de 1720, y que el primer viaje de trepang registrado se realizó en 1751, pero Regina Ganter, de la Universidad de Griffith, señala que un historiador de Sulawesi sugiere una fecha de inicio de la industria de alrededor de 1640. Ganter también señala que para algunos antropólogos, la amplia influencia de la industria del trepang en el pueblo yolngu sugiere un período de contacto más largo. El arte rupestre aborigen de la tierra de Arnhem, registrado por los arqueólogos en 2008, parece proporcionar más pruebas del contacto con el pueblo macasar a mediados del siglo XVI. Basándose en la datación por radiocarbono de los aparentes diseños del barco prau en el arte rupestre aborigen, algunos estudiosos han propuesto el contacto ya desde el año 1500.

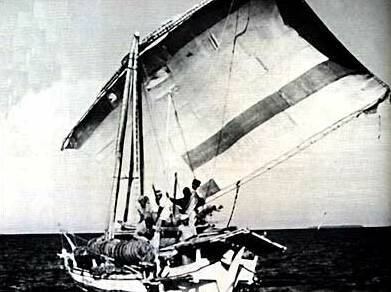
Un tipo de prao macasano: la patorani.

En el apogeo de la industria del pepino de mar, el pueblo macasar recorrió miles de kilómetros a lo largo de las costas septentrionales de Australia, llegando con el monzón del noroeste cada diciembre. Los barcos perahu o prao podían llevar una tripulación de treinta miembros, y Macknight calculó que el número total de pescadores que llegaban cada año era de unos mil. Las tripulaciones de Macasar se establecieron en varios lugares semipermanentes de la costa, para hervir y secar el trepang antes del viaje de vuelta a casa, cuatro meses después, para vender su carga a los comerciantes chinos.
Marege era el nombre macasar para la tierra de Arnhem (que significa «País Salvaje»), desde la península de Cobourg hasta Groote Eylandt en el golfo de Carpentaria. Kayu Jawa era el nombre de los caladeros de la región de Kimberley (Australia Occidental), desde la bahía de Napier Broome hasta el Cabo Leveque. Otras zonas de pesca importantes eran Papúa Occidental, Sumbawa, Timor y Selayar.
Matthew Flinders, en su circunnavegación de Australia en 1803, se encontró con una flota de pescadores de Macasar cerca de la actual Nhulunbuy. Se comunicó ampliamente con un capitán de Macasar, Pobasso, a través de su cocinero, que también era malayo, y se enteró del alcance del comercio a partir de este encuentro. Ganter escribe: «1.000 macasars... deben haber visto una verdadera invasión contra los menos de 7.000 británicos anidados en Sídney Cove y Newcastle». Nicolas Baudin también se encontró con 26 grandes praos frente a la costa norte de Australia Occidental en el mismo año.
Los asentamientos británicos de Fort Dundas y Fort Wellington se establecieron como resultado del contacto de Phillip Parker King con los pescadores de pepinos de mar, de Macasar en 1821.
Using Daeng Rangka, el último pescador de trepang de Macasar que visitó Australia, vivió hasta bien entrado el siglo XX, y la historia de sus viajes está bien documentada. Hizo el primer viaje al norte de Australia cuando era joven. Sufrió desmoronamientos y varios naufragios, y tuvo relaciones generalmente positivas pero ocasionalmente conflictivas con los australianos indígenas. Fue el primer pescador de trepang que pagó al gobierno de Australia Meridional por una licencia de trepang en 1883, una imposición que hizo menos viable el comercio —en ese momento esta jurisdicción administraba el Territorio del Norte—. El comercio siguió disminuyendo hacia finales del siglo XIX, debido a la imposición de derechos de aduana y tasas de licencia y probablemente agravado por la sobrepesca. Rangka comandó el último prao de Macasar, que abandonó la Tierra de Arnhem en 1907.

## Evidencia física del contacto con Macasar

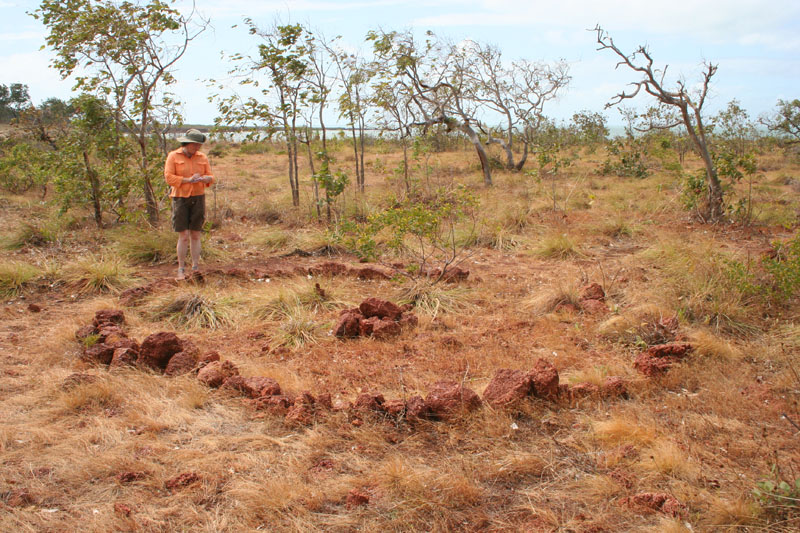
Arreglos de piedra Wurrwurrwuy, ne Yirrkala Territorio del Norte. Foto de Ray Norris.

Los restos arqueológicos de las plantas de procesamiento de Macasar de los siglos XVIII y XIX todavía se encuentran en Port Essington, Anuru Bay y Groote Eylandt, junto con rodales de los tamarindos introducidos por los macasar. Macknight y otros observan que las excavaciones y el desarrollo en estas áreas han revelado piezas de metal, cerámica y vidrio rotos, monedas, anzuelos y tuberías de arcilla rotas relacionadas con este comercio. Macknight también observa que gran parte del material cerámico encontrado sugiere una fecha del siglo XIX.
En 1916, se encontraron dos cañones de bronce en una pequeña isla de la bahía de Napier Broome, en la costa norte de Australia Occidental. Los científicos del Museo de Australia Occidental en Fremantle han hecho un análisis detallado y han determinado que estas armas son armas giratorias y casi con toda seguridad de origen macasar de finales del siglo XVIII, y no europeo. El relato de Flinders confirma que los macasar con los que se encontró, estaban armados personalmente y que sus praos llevaban pequeños cañones.
En enero de 2012, un arma giratoria encontrada dos años antes en Dundee Beach, cerca de Darwin, fue ampliamente difundida por las fuentes de noticias de la web y la prensa australiana como de origen portugués, sin embargo, el análisis inicial del Museo y Galería de Arte del Territorio del Norte indica que es de origen del Asia sudoriental, probablemente originado en Macasar. No hay nada en su composición química, estilo o forma que coincida con los cañones giratorios de carga de culata portugueses. El Museo tiene en sus colecciones siete cañones de fabricación del Asia Sudoriental. Otro cañón giratorio de fabricación del Asia Sudoriental, encontrado en Darwin en 1908, se encuentra en el Museo de Australia Meridional, y también es posiblemente de origen Macasar.
Hay pruebas significativas del contacto con los pescadores de Macasar en ejemplos de arte rupestre y pintura en corteza del norte de Australia, siendo el prao de Macasar una característica destacada.
Los Arreglos de piedra de Wurrwurrwuy en Yirrkala, que están clasificados como monumentos patrimoniales, muestran aspectos de la pesca del trepang de Macasar, incluyendo detalles de las estructuras internas de las naves.

## Efecto sobre los pueblos indígenas de Australia

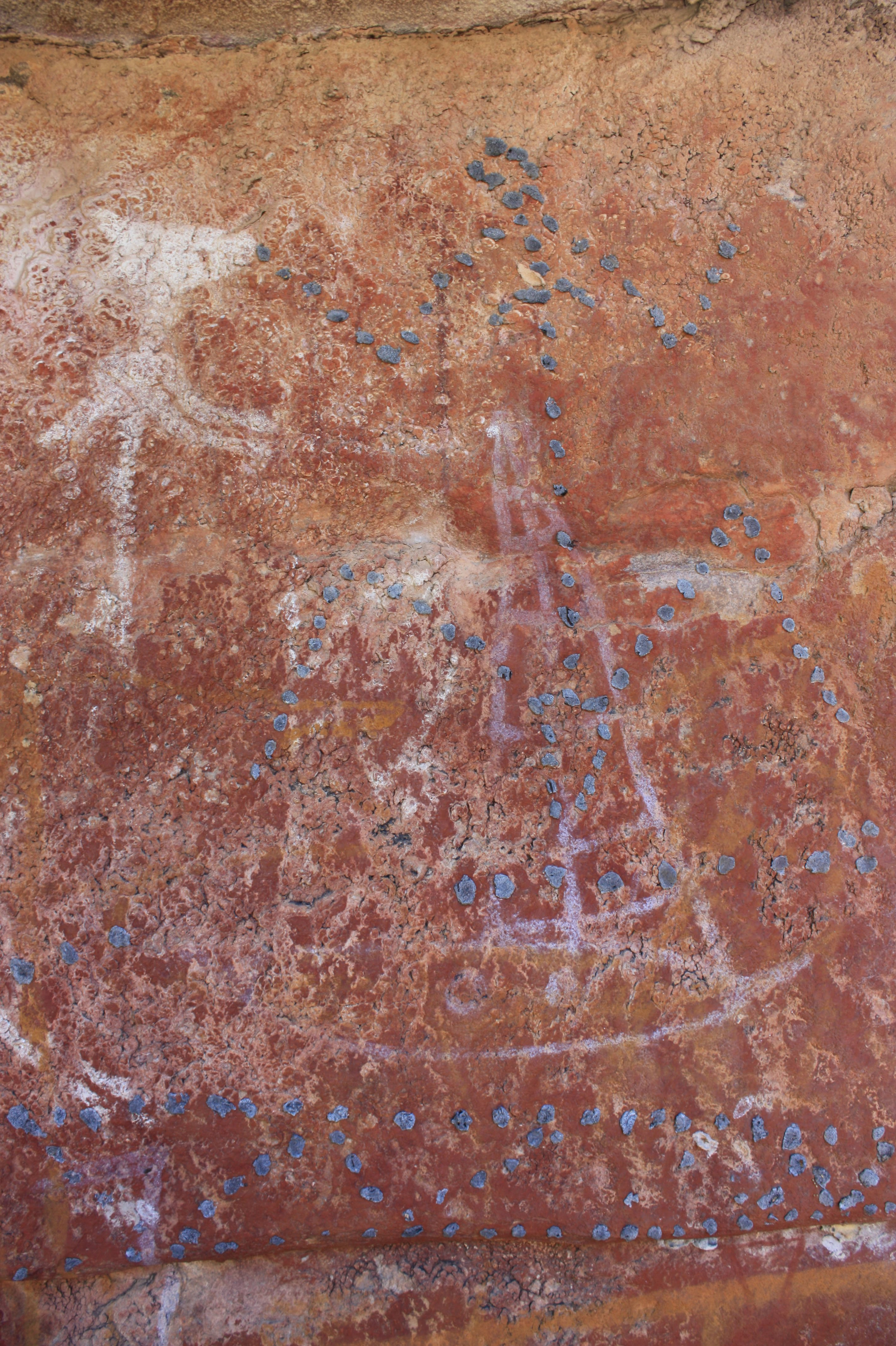
Una figura femenina perfilada con cera de abejas sobre una pintura de un prao blanco.

El contacto de los macasar con los aborígenes tuvo un efecto significativo en esta última cultura, y probablemente también hubo influencias interculturales. Ganter escribe «la huella cultural en el pueblo yolngu de este contacto está en todas partes: en su lengua, en su arte, en sus historias, en su cocina». Según el antropólogo John Bradley de la Universidad de Monash, el contacto entre los dos grupos fue un éxito: «Comerciaron juntos. Fue justo - no hubo juicio racial, ni política racial». Incluso a principios del siglo XXI, las comunidades aborígenes del norte de Australia siguen celebrando la historia compartida entre los dos pueblos como un período de confianza y respeto mutuos.
Otros que han estudiado este período han llegado a una conclusión diferente con respecto a la relación entre los aborígenes y los pescadores de trepang visitantes. El antropólogo Ian McIntosh ha dicho que los efectos iniciales del contacto con los pescadores de Macasar dieron lugar a «disturbios», destacando el alcance de la influencia islámica. En otro documento McIntosh concluye que «las luchas, la pobreza y la dominación... es un legado no registrado anteriormente de contactos entre aborígenes e indonesios». Un informe preparado por el Departamento de Historia de la Universidad Nacional de Australia dice que los macasar parecen haber sido bienvenidos inicialmente; sin embargo, las relaciones se deterioraron cuando «los aborígenes comenzaron a sentir que estaban siendo explotados... lo que llevó a la violencia en ambos lados».

### Comercio
Los estudios de los antropólogos han encontrado tradiciones que indican que los macasar negociaron con la población local del continente australiano el derecho a pescar en ciertas aguas. El intercambio también incluía el comercio de telas, tabaco, hachas y cuchillos de metal, arroz y ginebra. Los yolgnu de la Tierra de Arnhem también comerciaban con caparazones de tortugas, perlas y pino ciprés, y algunos se empleaban como pescadores. Si bien hay abundantes pruebas de contacto pacífico, algunos contactos fueron hostiles. Using Daeng Rangka describió al menos un enfrentamiento violento con los aborígenes, mientras que Flinders registró haber sido aconsejado por los macasar de «tener cuidado con los nativos».
Algunas de las pinturas rupestres y de corteza parecen confirmar que algunos trabajadores aborígenes acompañaron de buena gana a los macasar de vuelta a su tierra natal de Sulawesi del Sur, Indonesia, a través del mar de Arafura. Las mujeres también fueron objeto de intercambio ocasional según Denise Russell, pero sus opiniones y experiencias no se han registrado. Después de visitar Groote Eylandt a principios de la década de 1930, el antropólogo Donald Thomson especuló que la tradicional reclusión de las mujeres de los hombres «extraños» y el uso de biombos portátiles de corteza en esta región «puede haber sido el resultado del contacto con los macasar».

### Salud
Es posible que la viruela se introdujera en el norte de Australia en el decenio de 1820 a través del contacto con el pueblo macasar, lo que no se ha demostrado, ya que ya se había registrado que la viruela de la Primera Flota se propagaba por toda Australia desde Sídney Cove. La prevalencia de la enfermedad de Machado-Joseph en la comunidad de Groote Eylandt se ha atribuido al contacto con el exterior. Estudios genéticos recientes mostraron que las familias de Groote Eylandt con MJD compartían un haplogrupo de ADN Y con algunas familias de ascendencia taiwanesa, india y japonesa.

### Economía
Algunas comunidades yolngu de la Tierra de Arnhem parecen haber reconfigurado sus economías, que pasaron de estar basadas en gran medida en la tierra a estarlo en el mar, tras la introducción de tecnologías de Macasar como las canoas excavadoras, que eran muy apreciadas. Estas embarcaciones aptas para el mar, a diferencia de las tradicionales canoas de corteza yolngu, permitían a la gente pescar en el océano dugong dugon y tortugas marinas, Macknight señala que tanto la canoa excavadora como el arpón de nariz de pala encontrados en la Tierra de Arnhem estaban basados en prototipos macasarenses.

### Idioma
Un pidgin macasar se convirtió en una lingua franca a lo largo de la costa norte, no solamente entre los macasar y los aborígenes, sino también como un idioma de comercio entre los diferentes grupos aborígenes, que se pusieron en mayor contacto entre sí por la cultura marinera de Macasar. Las palabras del idioma macasar —relacionado con el javanés y el indonesio— todavía se pueden encontrar en las variedades de idiomas aborígenes de la costa norte. Algunos ejemplos son rupiah (dinero), jama (trabajo) y balanda (persona blanca). Este último fue adoptado en la lengua macasar a través del término malayo orang belanda —refiriéndose al holandés—.

### Religión
Basándose en el trabajo de Ian Mcintosh (2000), Regina Ganter y Peta Stephenson sugieren que los aspectos del Islam fueron adaptados creativamente por los yolngu. Las referencias musulmanas todavía sobreviven en ciertas ceremonias e historias de los sueños a principios del siglo XXI. Stephenson especula que los macasar pueden haber sido los primeros visitantes en traer el Islam a Australia.
Según el antropólogo John Bradley de la Universidad de Monash, «Si vas al noreste de la Tierra de Arnhem hay [un rastro del Islam] en los cantares, está en la pintura, está en la danza, está en los rituales funerarios. Es evidente que hay elementos prestados. Con el análisis lingüístico también, se escuchan himnos a Alá, o al menos ciertas oraciones a Alá».

## Situación en elsigloXXI
Aunque se les ha impedido pescar en la Tierra de Arnhem, otros pescadores indonesios han seguido pescando en la costa occidental, en lo que ahora son aguas australianas. Esto continúa pues, una práctica de varios cientos de años, antes de que se declararan esos territorios, y algunos utilizan embarcaciones tradicionales que sus abuelos poseían. El actual gobierno australiano consideraba que esa pesca era ilegal según sus normas. Desde el decenio de 1970, si los pescadores son capturados por las autoridades, sus embarcaciones son quemadas y los pescadores son deportados a Indonesia. La mayor parte de la pesca indonesia en aguas australianas se realiza actualmente en torno a lo que Australia acuñó como "Arrecife Ashmore" (conocido en Indonesia como Pulau Pasir) y las islas cercanas.